# 时间

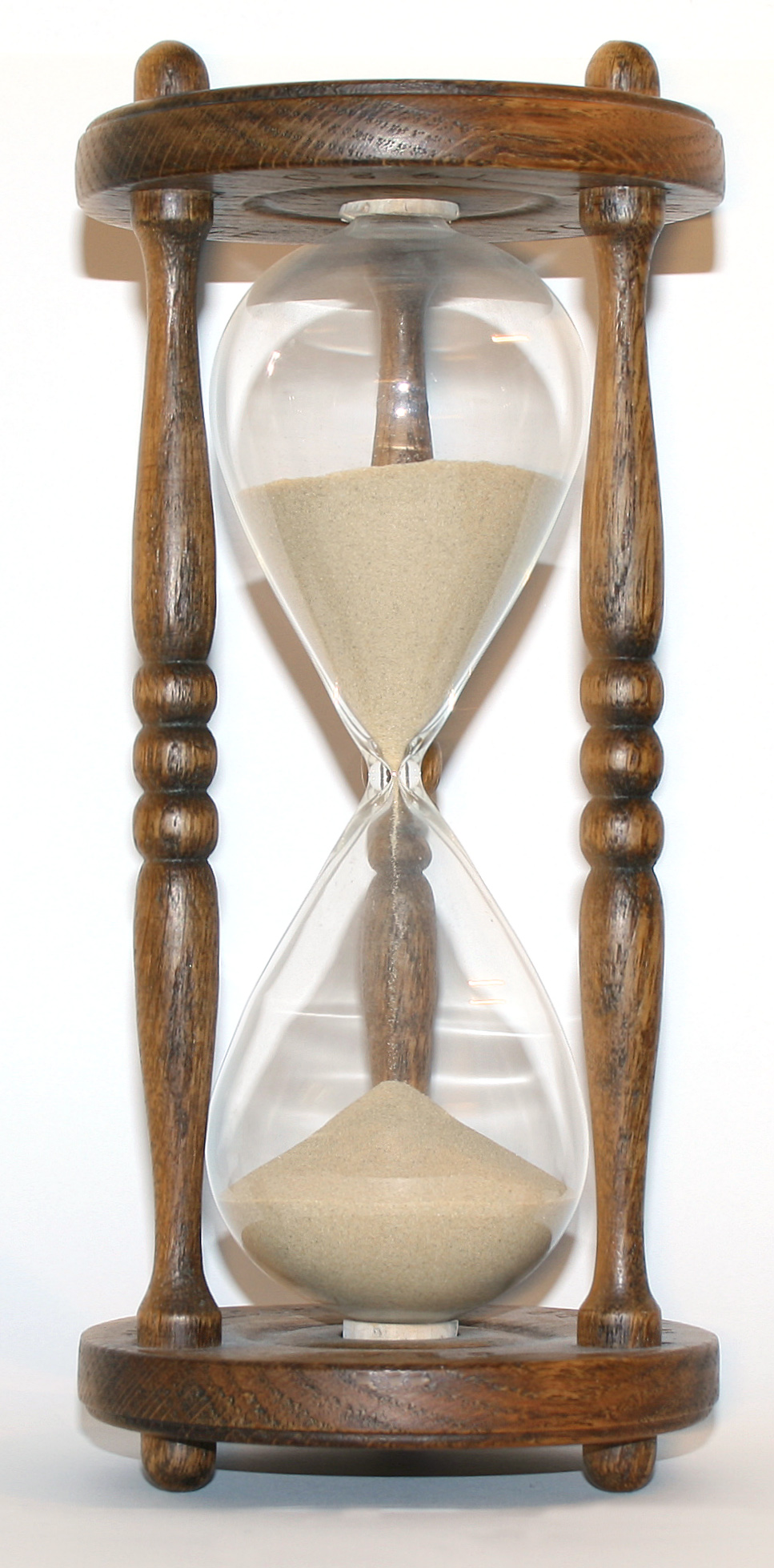
沙漏中的沙子流量可以用來衡量時間的流逝。 它也具體地代表了現在在過去和未來之間。

時間（英語：time）是一种尺度，在物理定义是标量，藉著时间，事件发生之先后可以按过去-现在-未来之序列得以确定（时间点/時刻，point in time/instant），也可以衡量事件持續的期間以及事件之間和间隔长短（时间段，duration）。
在閔考斯基時空中，時間是除了空間三個維度以外的第四維度。長久以來，時間一直是宗教、哲學及科學領域的研究主題之一，但學者們尚且無法為時間找到一個可以適用於各領域、具有一致性且又不循環的定義。在商業、工業、體育、科學及表演藝術等領域都有一些各自來標示及度量時間的方法。一些簡單，爭議較小的定義包括「時間是時鐘量測的物理量。」及「時間使得所有事情不會同時發生。」時間在國際單位製中的基本單位是秒，1967年起採用的定義為「銫-133原子在基態下的兩個超精細能級之間躍遷所對應的輻射的9192631770個周期的時間。」
哲學家對於時間有兩派不同的觀點：一派認為時間是宇宙的基本結構，是一個會依序列方式出現的維度，像艾萨克·牛顿就對時間有這樣的觀點。包括戈特弗里德·莱布尼茨及伊曼努爾·康德在內的另一派認為時間不是任何一種已經存在的維度，也不是任何會「流動」的實存物，時間只是一種心智的概念，配合空間和數可以讓人類對事件進行排序和比較。換句話說，時間不過是人為便於思考宇宙，而對物質運動劃分，是一種人定規則。

## 丈量与记录

### 计时仪器

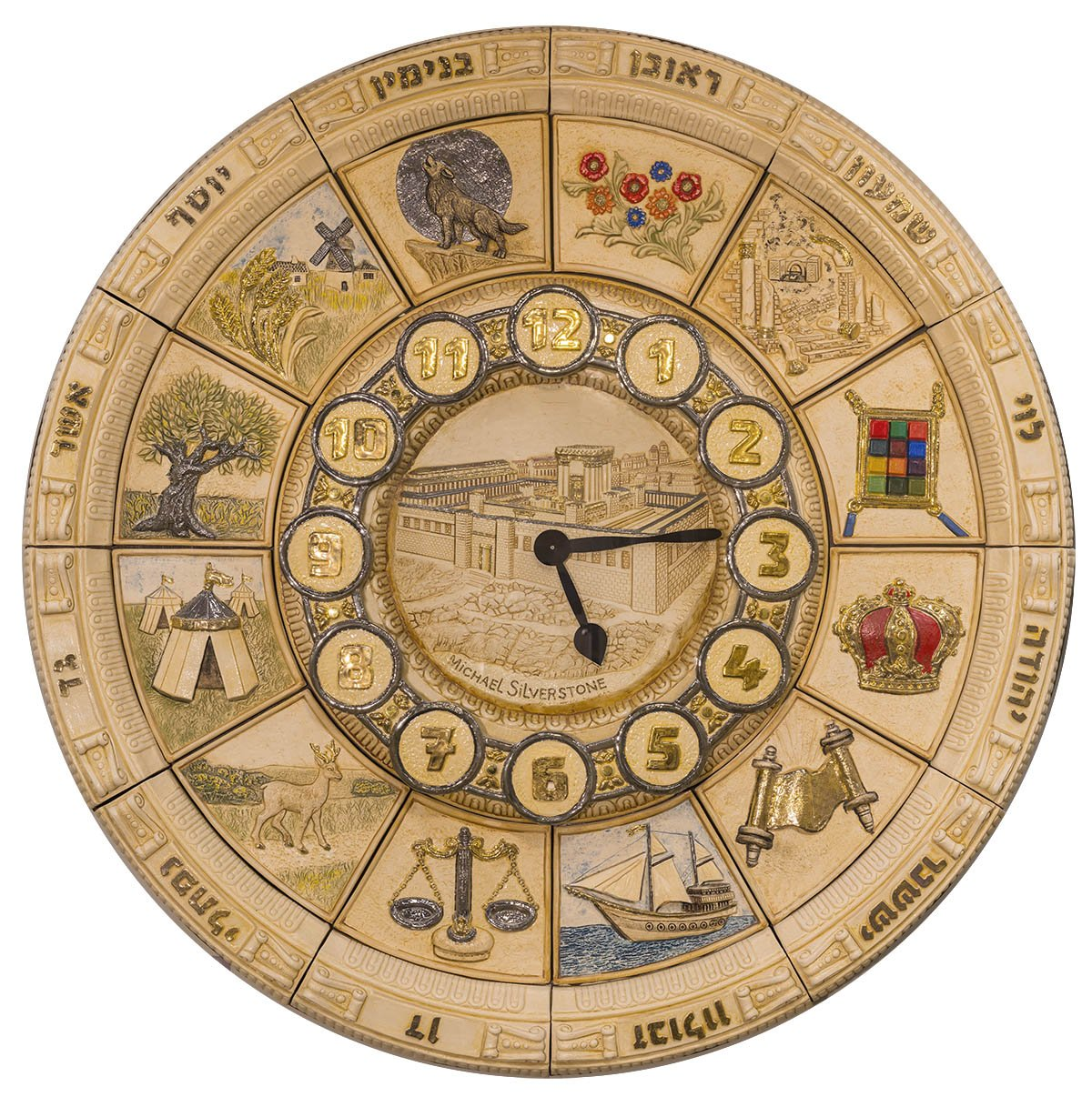
钟表是一種计时仪器。

中国古代的计时仪器有太阳鐘和机械鐘两类。太阳鐘是以太阳的投影和方位来计时，分别以土圭、圭表、日晷为代表。由于地球轨道偏心率以及地球倾角的影响，真太阳时和平太阳时是不一致的，机械钟应运而生，代表有水鐘、太阳仪、香篆鐘。

### 单位
时间的基本国际单位是秒。它现在以铯133原子基态的两个超精细能级间跃迁对应的辐射的9,192,631,770个周期的持续时间為標準。

## 物理学

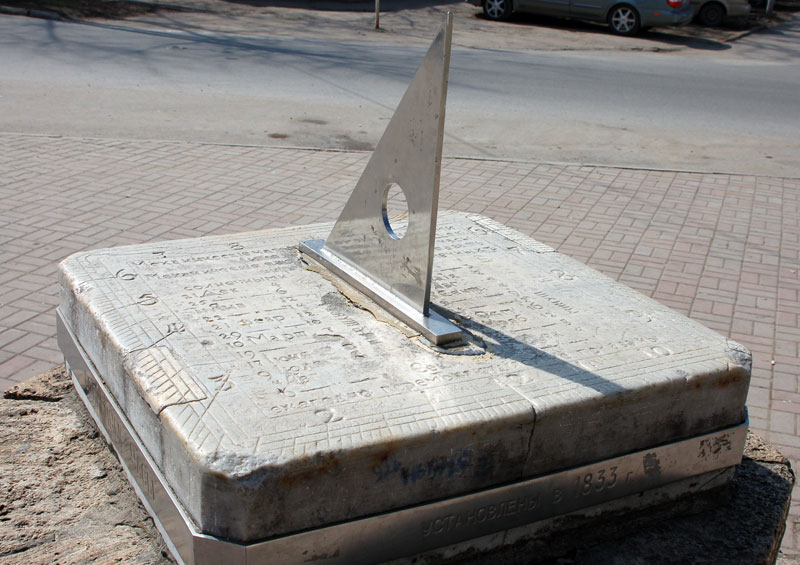
位於塔干洛的水平日晷

目前最廣泛被接受關於时间的物理理论是阿尔伯特·爱因斯坦的相对论。在相对论中，时间与空间一起组成四维时空，构成宇宙的基本结构。时间與空間都不是绝对的，觀察者在不同的相对速度或不同时空结构的测量点，所测量到时间的流易是不同的。狹義相對論預測一个具有相对運動的時鐘之时间流易比另一个靜止的時鐘之时间流易慢。由于相对性原理规定任意惯性参考系都是等效的，所以可以选择任意惯性系作为静止的参考系。这样一来，运动的时钟也可以认为自己是静止的，而静止的时钟相对自己是运动的，那么两个时钟都可以认为对方在运动，因此对方的时间更慢。这就是所谓的时钟悖论(Clock Paradox)或称为双生子佯谬（Twin Paradox）。在1971年，物理學家哈菲爾（Joe Hafele）與基廷（Richard Keating）检验了时钟悖论。这就是著名的Hafele-Keating实验。他們將高度精確的原子鐘放在飛機上繞著世界飛行，然後將讀到的時間與留在地面上完全一樣的時鐘做比較。結果證實：在飛機上的時間流易得比實驗室里的慢。據愛因斯坦的理論，當移動的速度越快，時間流易速度越慢，當移動速度達到光速的一半時，時間約慢13%。
另外，廣義相對論預測质量產生的重力场將造成扭曲的时空结构，並且在大质量（例如黑洞）附近的時鐘之时间流易比在距离大质量较远的地方的時鐘之时间流易要慢。现有的仪器已經证实了這些相对论關於时间所做精確的预測，並且其成果已經應用於全球定位系統。
就今天的物理理论来说时间是连续的，不间断的，也没有量子特性。但有一些理论试图将相对论与量子力学结合起来，如量子重力，弦理论，M理论，预言时间是间断的，有量子特性的；但它们还没有被實驗證明過的。另有一些理论猜测普朗克時間可能才是时间的最小单位。
根據史提芬·霍金所解出廣義相對論中的愛因斯坦方程式，顯示宇宙的时间是有一個起始點，由大霹靂（或稱大爆炸）開始的，在此之前的時間是毫無意義的。而物質與時空必須一起並存，沒有物質存在，時間也無意義。
人出生、成长、衰老、死亡，没有反过来的。玻璃瓶掉到地上摔破，没有破瓶子从地上跳起来合整的。古典力学无法解释时间的不可逆性。两个粒子弹性碰撞的过程顺过来反过去没有实质上的区别。时间的不可逆性只有在统计力学和热力学的观点下才可被理论地解释。热力学第二定律说在一个封闭的系统中（我们可以将宇宙看成是最大的可能的封闭系统）熵只能增大，不能减小。宇宙中的熵增大后不能减小，因此时间是不可逆的。

## 天文学
最早研究时间的科学不是物理学，而是天文学。天文学最重要的任务之一就是测量时间，从确定日的长短，四季的变化，到制定历法。在古代中国和在西方一样，制定历法的需要是推动天文学理论发展的重要因素之一。
今天的天文学已与历法或时间测量毫无关联了，但天文学观测对时间概念的发展依然非常重要。天体发出的光到地球上被观测到需要一定的时间。离地球越远的天体发出的光需要的时间也越长，因此对宇宙越远的地方的观测也是对宇宙越古老的时间的观测。现在最被公认的宇宙学理论（宇宙大爆炸理论）认为时间与空间和宇宙内的质能一样是在140亿年前产生的。目前的天文学观测估计宇宙的扩展是没有尽头的，因此时间也应该是没有尽头的。

## 哲学
传统哲学对时间研究：古代的本体论采取独断的口吻宣布时间的本质和属性，近代的认识论采取主客对立、非此即彼的态度判断时间的本质和属性，近现代的现象学和存在论者则从抽象的人出发去探索时间的本质问题。
现在哲學家對於時間有兩派不同的觀點：一派認為時間是宇宙的基本結構，是一個會依序列方式出現的維度，艾萨克·牛顿就對時間有這様的觀點，因此也稱為「牛頓式的時間」。另一派認為時間不是任何一種已經存在的維度，也不是任何會「流動」的實存物，時間只是一種心智的概念，配合空間和數可以讓人類對事件排先後順序及進行比較。依照戈特弗里德·莱布尼茨及伊曼努爾·康德的傳統，第二派的觀點認為空間和時間「本身並不存在，而是我們表達事物方式的產物」，

## 文学
在文学中，时间的流易和不可逆性是一個古今中外一再提到的内容。光阴似箭，日月如梭，这句谚语既体现了古人对时间的最直接的领会：日与夜、光与阴的交汇，也体现了古人对时间不可逆性的认识以及对此的感慨。
在科幻小说中，时间旅行是常見題材之一。